# فرودگاه کولد بی
فرودگاه کولد بی (به انگلیسی: Cold Bay Airport) یک فرودگاه همگانی بهره‌برداری هوایی با کد یاتا CDB است که یک باند فرود آسفالت دارد و طول باند آن ۳۱۷۴ متر است. این فرودگاه در کشور ایالات متحده آمریکا قرار دارد و در ارتفاع ۲۹ متری از سطح دریا واقع شده‌است.